# Estação Pyramides
Pyramides é uma estação das linhas 7 e 14 do Metrô de Paris, localizada no 1.º arrondissement de Paris.

## Localização
A estação Pyramides está situada a meio caminho entre a Ópera Garnier e o teatro da Comédie-Française. Ela completa assim, com as estações Opéra e Palais Royal, a ligação da avenue de l'Opéra, sob a qual passa o túnel da linha 7. Seu nome vem da rue des Pyramides que leva para a avenue de l'Opéra e cujos acessos são todos próximos. Esta rua faz referência à Batalha das Pirâmides que viu a vitória do exército do Oriente comandado pelo general Bonaparte sobre os mamelucos de Murade Bei, durante a campanha do Egito em 1798.

## História
A estação foi aberta em 1 de julho de 1916. Ela era servida então pela linha 7. Ele também é servida pela linha 14 a partir de 15 de outubro de 1998, durante a criação desta linha.
As plataformas da linha 7 receberam na década de 1920 quadros publicitários em cerâmica com o nome da estação em cerâmica que ela não tinha originalmente (ela é a única desta série neste caso). Fazendo parte das primeiras estações do metrô de Paris (1900-1921), ela não tinha qualquer tipo de publicidade e tinha portanto paredes brancas com telhas biseladas. No entanto, estas estações receberam em série na década de 1920 cartazes diretamente colados sobre as telhas, com uma imitação de cerâmica em entourage de papel, sistema que durou até o início da década de 1970, onde se preferiu colocar bastões metálicos nas telhas em entourage, para colar os cartazes.
Em 2011, 5 084 082 passageiros entraram nesta estação. Ela viu entrar 5 172 054 passageiros em 2013, o que a classifica na 79ª posição das estações de metro por sua frequência.

## Serviços aos Passageiros

### Acessos
- Acesso 1: Avenue de l'Opéra, uma escada
- Acesso 2: Rue de l'Échelle, uma escada e um elevador
- Acesso 3: Rue des Pyramides, uma escada

### Plataformas
As plataformas da linha 7 são de configuração padrão: duas plataformas laterais, elas são separadas pelas vias situadas no centro, e a abóbada é elíptica. Elas são equipadas com bancos feitos de ripas. A iluminação é fornecida por duas faixas-tubos. A abóbada é coberta com telhas brancas e os quadros publicitários são constituídos de cerâmica branca cilíndrica de tipo "Ouï-dire". O nome da estação é inscrita nas placas esmaltadas na fonte Parisine.
As plataformas da linha 14 também são de configuração padrão, com plataformas laterais. As instalações são aquelas específicas para esta linha. A abóbada é equipada com uma obra do artista francês Jacques Tissinier criada ao mesmo tempo que a estação: "Tissignalisation n°14". É uma instalação que implementa mil discos embutidos em aço esmaltado colorido. Cada disco mede 16 cm de diâmetro e representa uma folha de papiro estilizada colorida vermelha, branca, azul e laranja. A mesma obra está presente na estação Madeleine da mesma linha.

### Intermodalidade
A estação é servida pelas linhas 21, 27, 68, 81, 95 e pela linha turística OpenTour da rede de ônibus RATP.

Galeria de fotografias
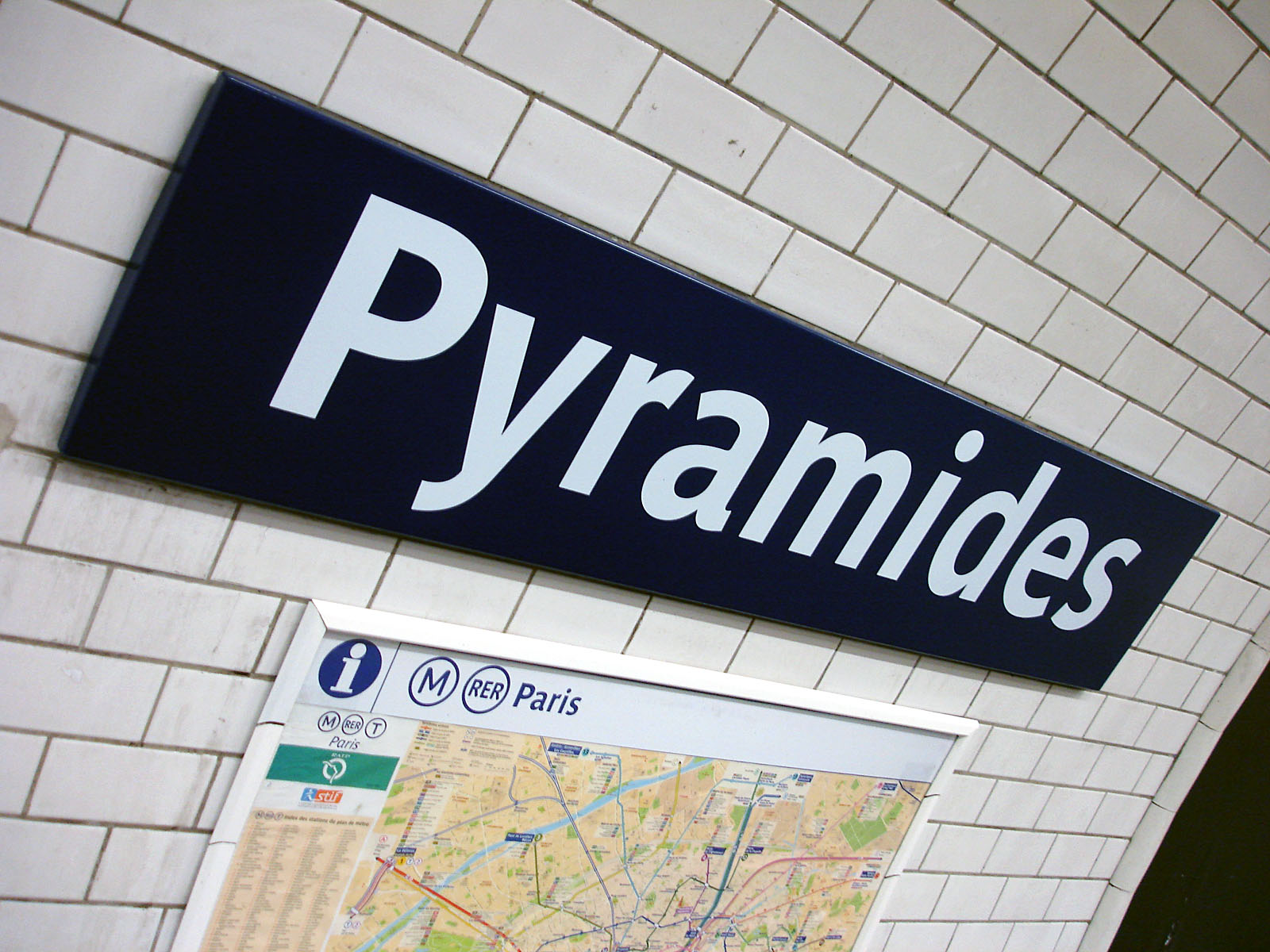
Detalhe da placa de estação na linha 7.
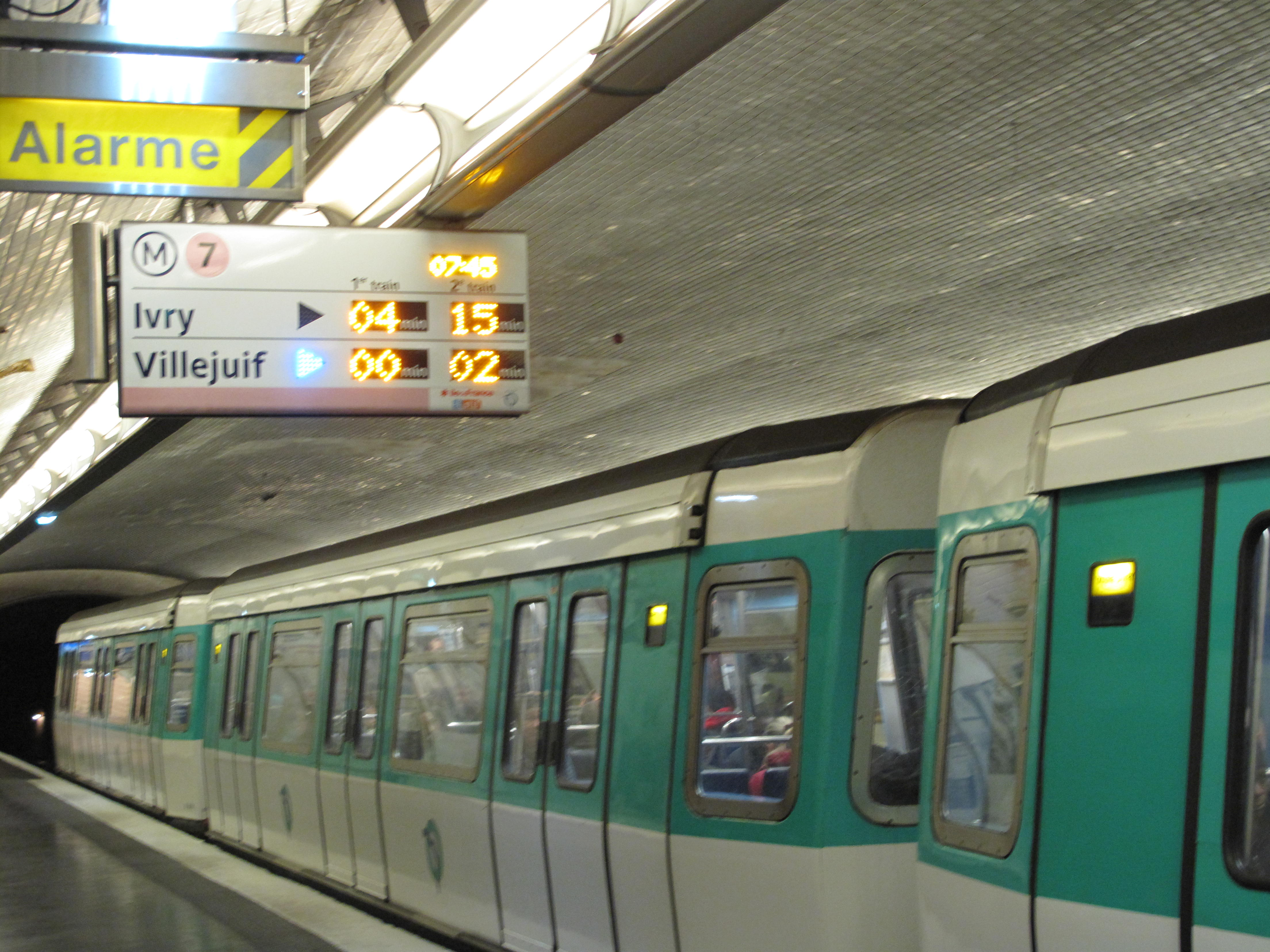
Um MF 77 da linha 7 na plataforma.
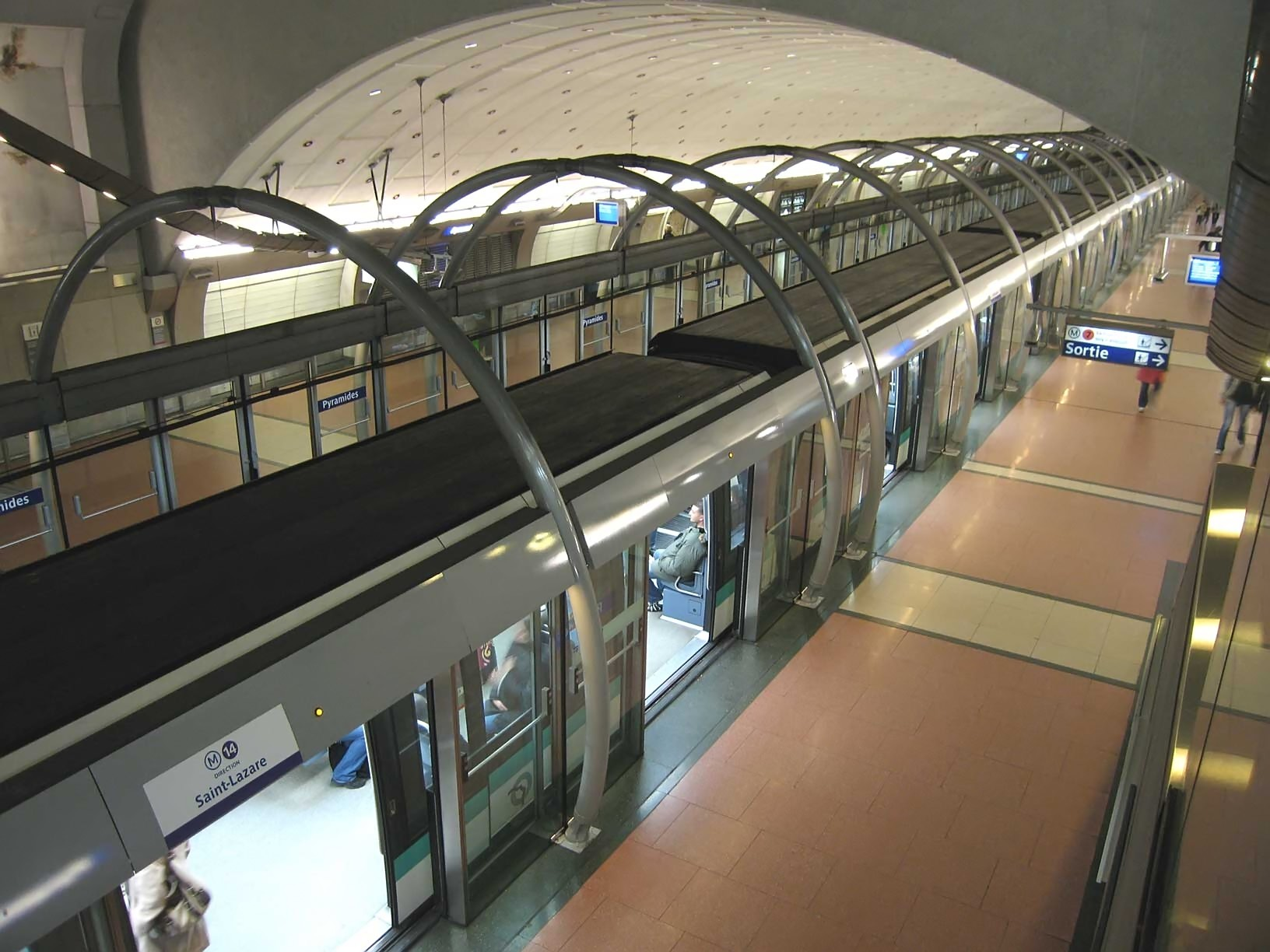
A estação da linha 14.